# 참신한 그이 모습
참신한 그이 모습(His Deed Is Fresh)은 대한민국에서 제작된 유승조 감독의 2005년 드라마, 코미디 영화이다. 박종일 등이 주연으로 출연하였다.

## 출연

### 주연
- 박종일
- 전호성
- 김봉준

## 제작진
- 조명: 서상탁
- 조연출: 서상탁
- 녹음: 손봉균
- 미술: 박종일
- 미술: 유승조
- 현장진행: 서상탁